# 엄니

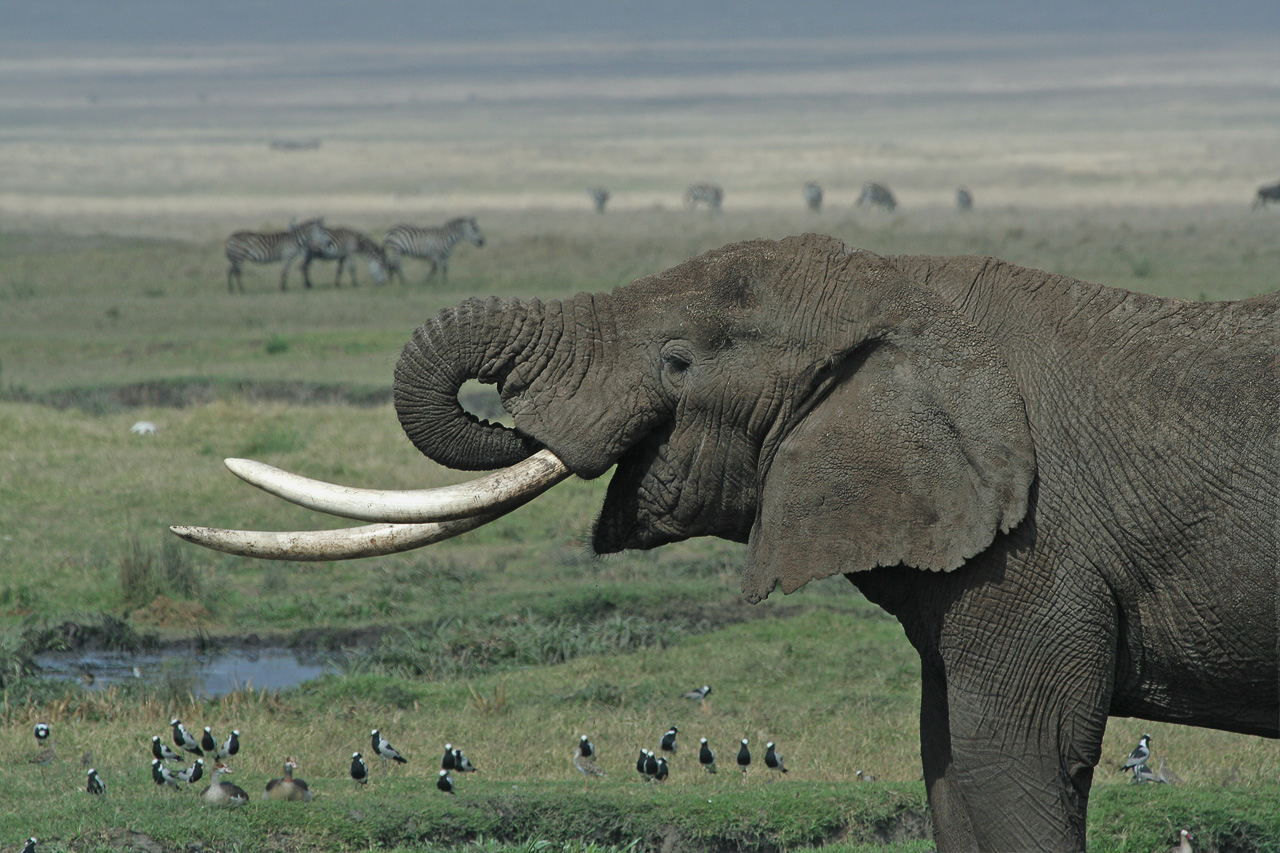
코끼리

엄니(영어: Tusk)는 포유류 등의 동물에서 꾸준히 자라서 유달리 크고 길게 된 이를 말한다. 보통은 짝수로 존재하지만 항상 짝으로 나지는 않는다. 개과 동물, 혹멧돼지나 멧돼지, 바다코끼리는 송곳니가 발달한 경우며, 코끼리는 앞니가 발달했다. 엄니가 있는 종들 대부분이 수컷과 암컷 둘 다 엄니를 가지고 있는 경우가 많으며, 또 대부분의 수컷의 엄니가 크다. 보통 휘어 있으나, 외뿔고래처럼 곧게 뻗은 나선 구조인 경우도 있다.

## 기능
종에 따라 엄니의 기능은 다양하다. 대부분은 수컷의 영향력 과시와 천적으로부터 자신을 지키는 수단으로 쓰인다.

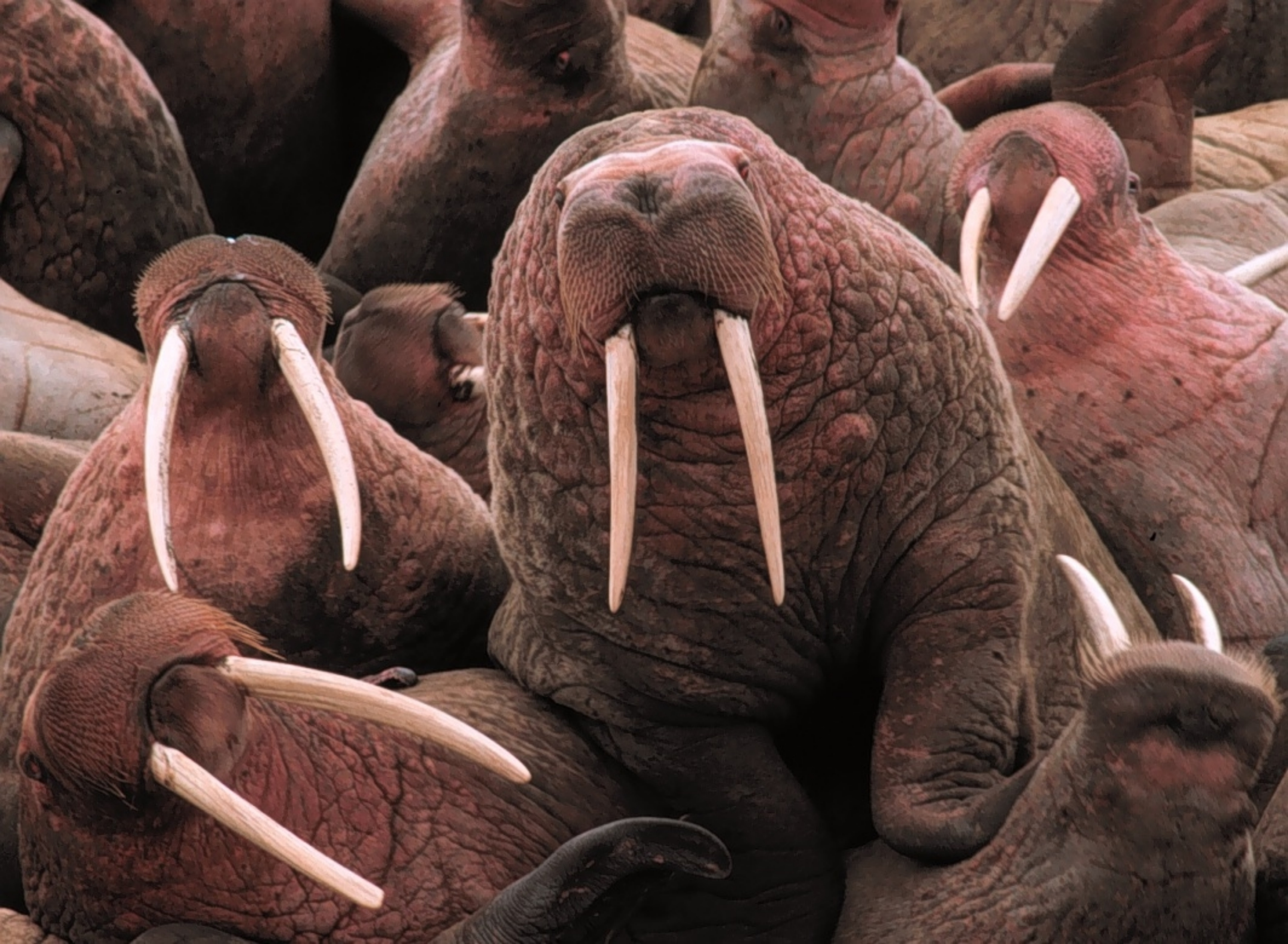
바다코끼리
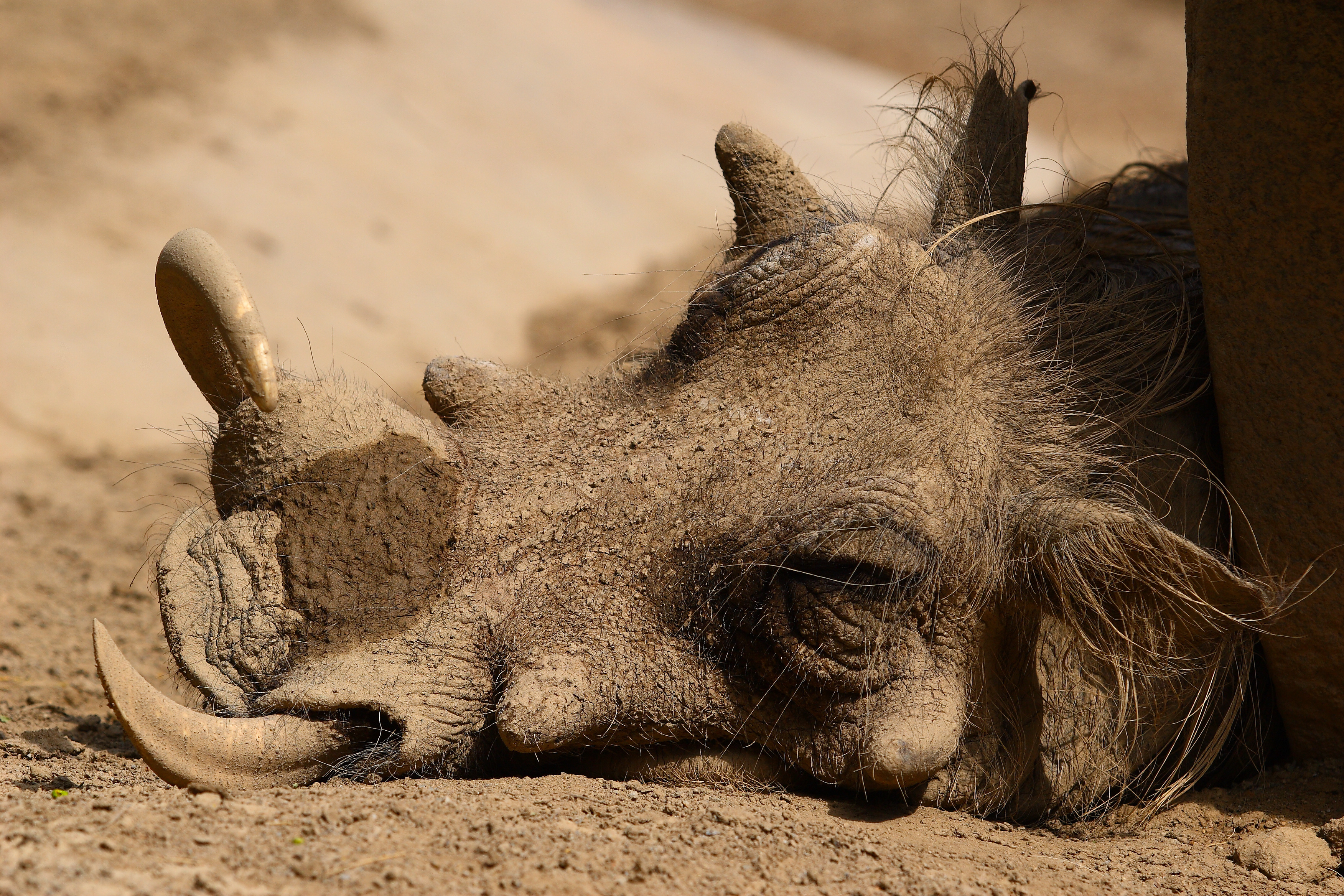
혹멧돼지
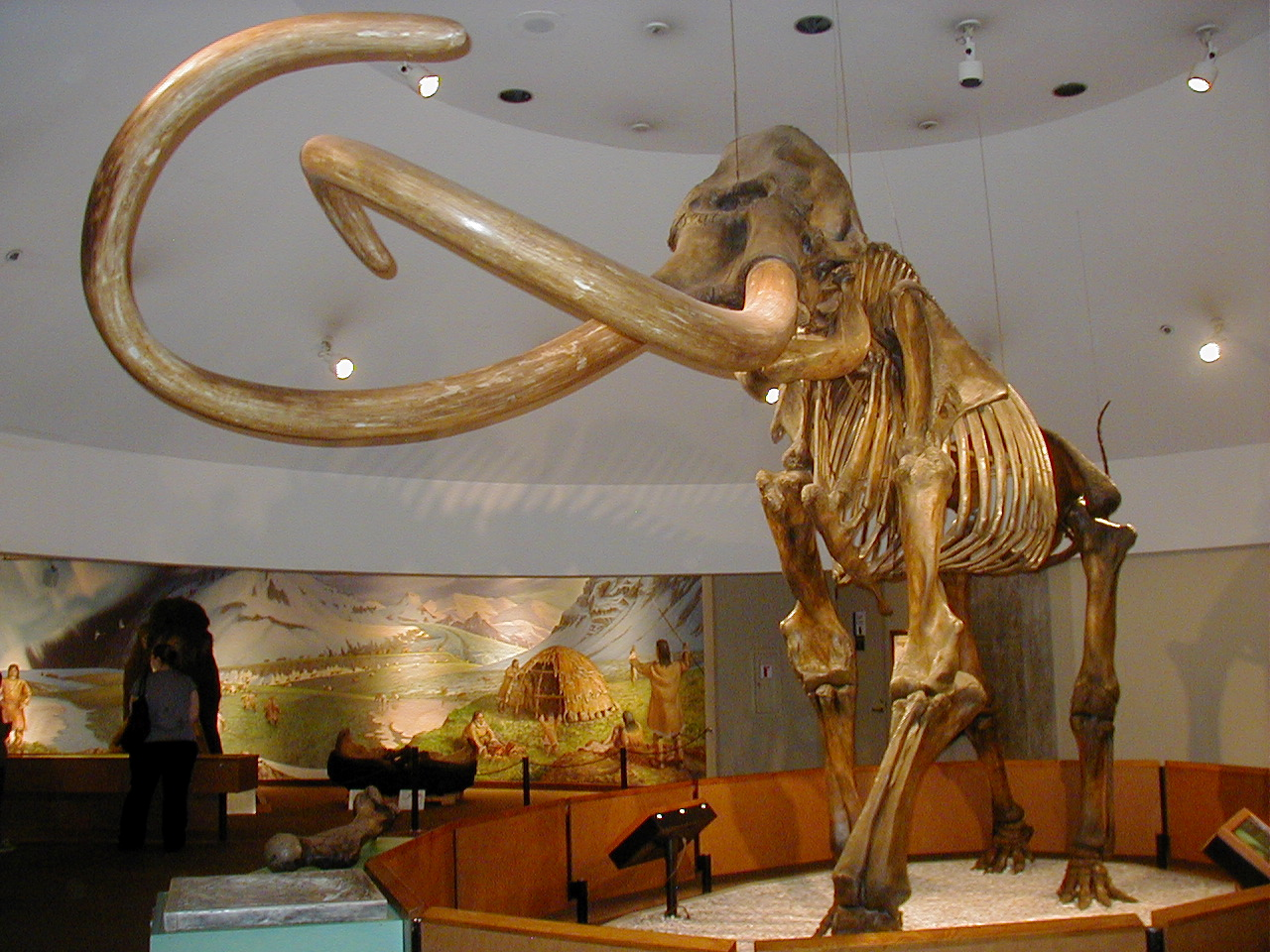
매머드
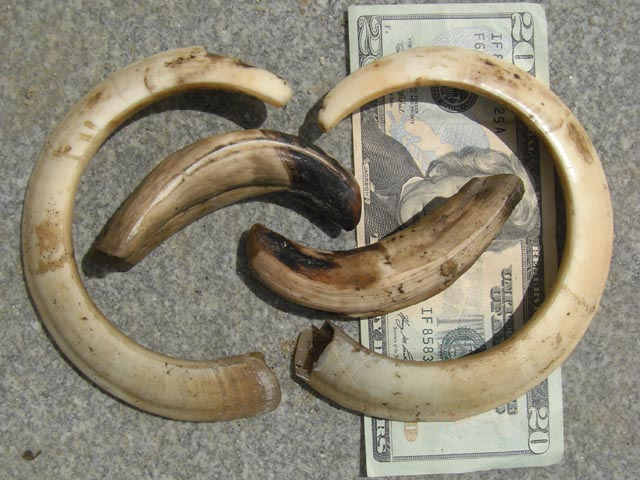
멧돼지의 엄니

## 같이 보기
- 상아